# Pico Santa María
El Pico Santa María (1,171 msnm ), es el punto más alto de la Cordillera Flinders, Australia Meridional. Se encuentra dentro del  parque nacional Montes Flinders. El pico Santa María es el segundo pico más alto en Australia Meridional después del Monte Woodroffe (1,435 msnm).
El pico  y sus alrededores pueden ser tener acceso desde Wilpena Pound.